# Вейч, Фридрих Георг
Фридрих Георг Вейч (нем. Friedrich Georg Weitsch; 8 августа 1758, Брауншвейг, герцогство Брауншвейг — 30 мая 1828, Берлин, королевство Пруссия) — немецкий живописец и гравёр.

## Биография
Родился в семье художника Иоганна Фридриха Вейча и Анны Штоп. Кроме Фридриха Георга, в семье воспитывался младший брат Иоганн Антон Август, в будущем тоже художник.
Учился у отца. С 1776 года продолжил обучение живописью у Иоганна Генриха Тишбейна Старшего в Касселе. После учёбы в Дюссельдорфской академии художеств, в 1783 году работал в Брауншвегской мануфактуре семьи Штобвассер по производству лаковой расписной посуды.
В 1784—1787 годах проживал за границей, в Амстердаме, затем учился в Италии: в Риме, Неаполе и Флоренции. По возвращении на родину был приглашён герцогом Карлом Вильгельмом Фердинандом Брауншвейгским на работу придворным живописцем. Под покровительством герцога работал над копиями портретов в летней резиденции герцогов в замке Зальцдалум и писал портреты членов семьи герцога.
В 1794 году избран членом Берлинской Академии искусств. В 1795 году переехал в Берлин. С 1797 года после смерти Бернхарда Роде преподавал историю живописи в Академии и в 1798 году избран ректором института. В том же году был назначен Королевским придворным живописцем.
С 1794 года был женат на Элизабет Кристиан Шредер. Брак бездетный.

## Работы
Работы включают в себя пейзажи, сюжеты на исторические и религиозные темы, но, прежде всего, портреты аристократии и простых людей. В портретах написанных Вейчем сильно влияние Антона Граффа. Работы Вейча находятся в Городском музее Брауншвейга, Музее земли Брауншвейг и Музее герцога Антона Ульриха Брауншвейг-Вольфенбюттельского. В российских собраниях Вейч, помимо эстампов по его оригиналам, представлен одной картиной — портретом генерала графа Николая Каменского (с 1922 года в Эрмитаже).

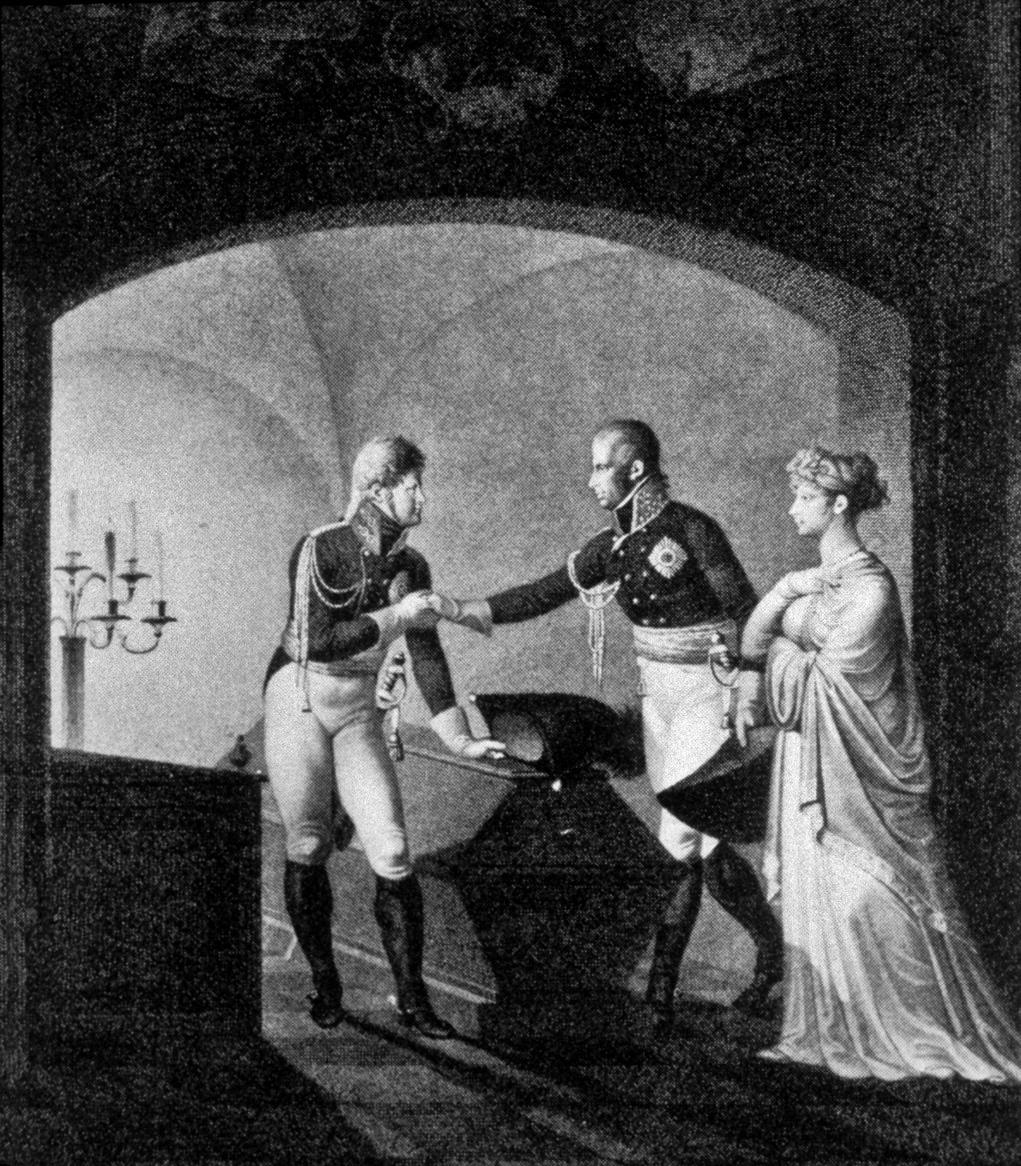
Фридрих Вильгельм III, королева Луиза и Александр I у гроба Фридриха II (1806)
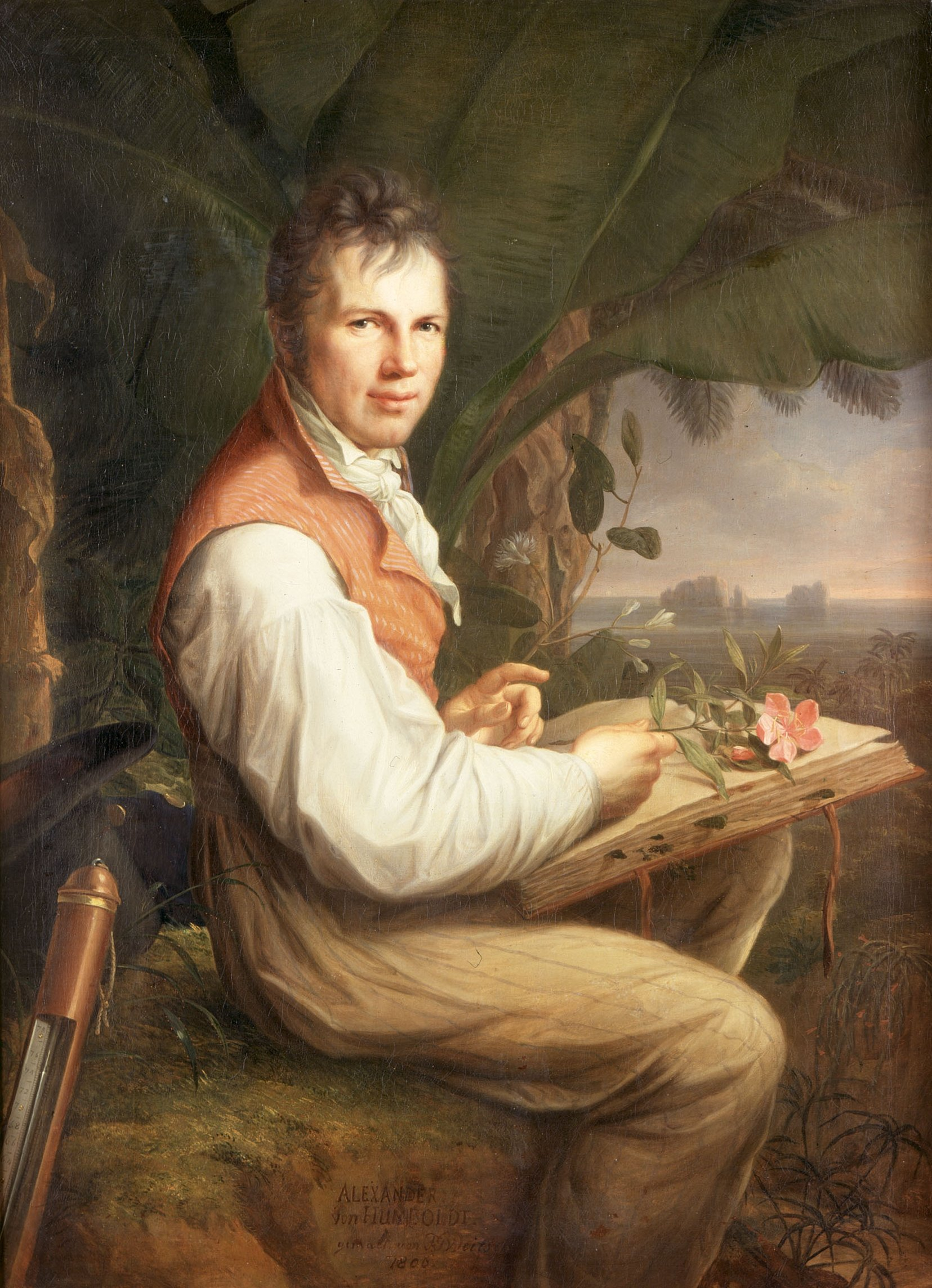
Александр фон Гумбольдт (1806)
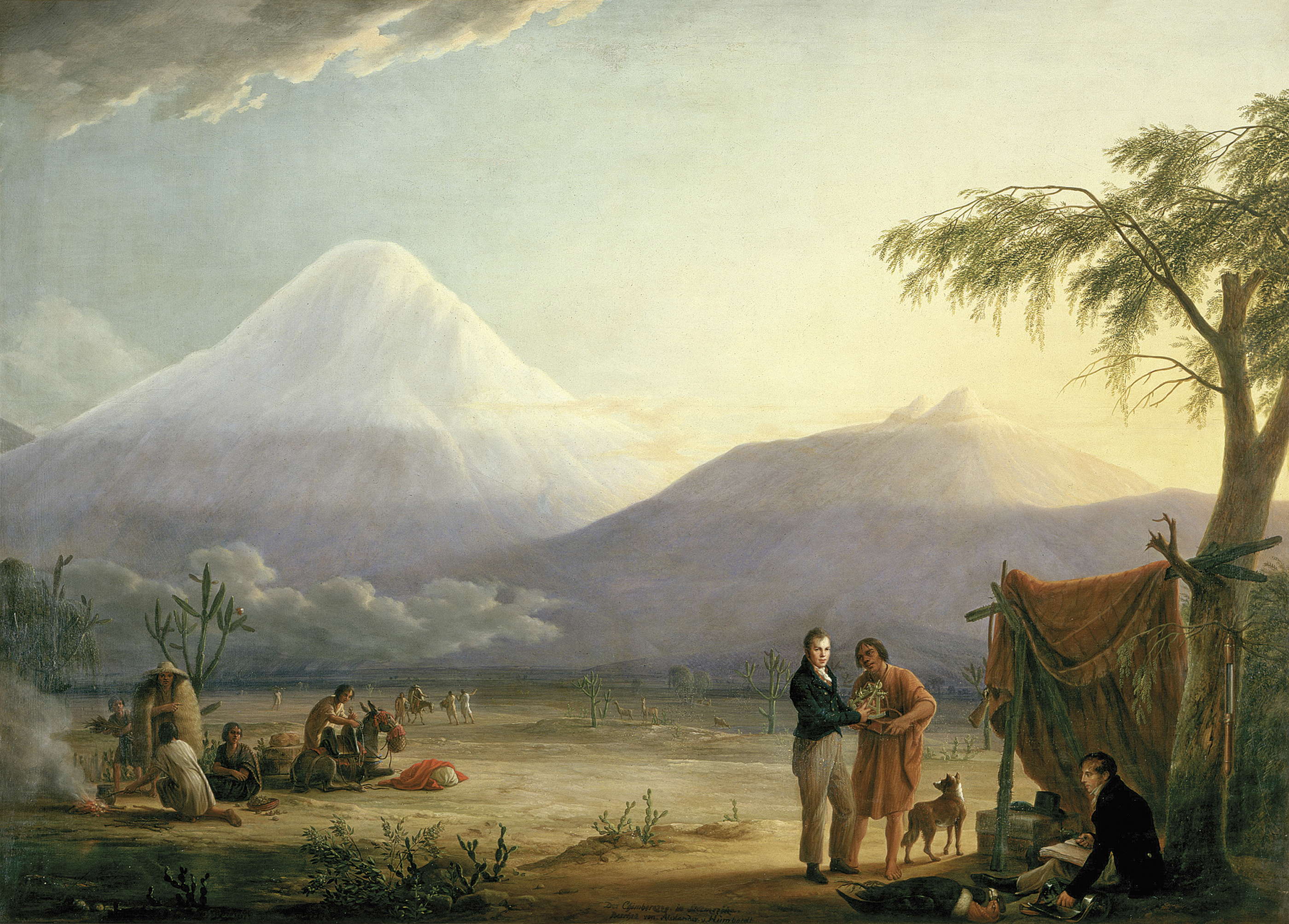
Гумбольдт и Эме Бонплан у подножия вулкана Чимборасо (1810)
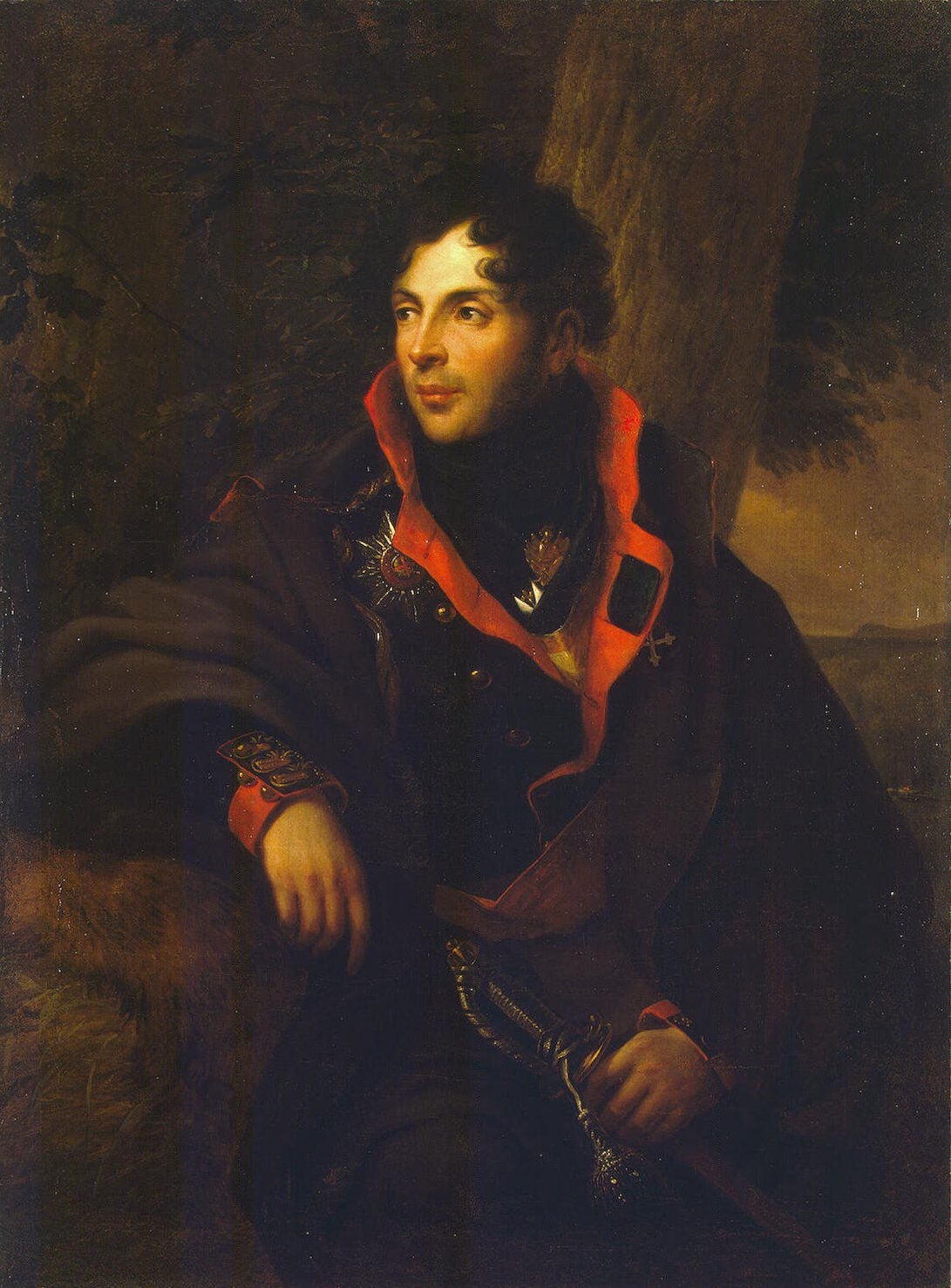
Николай Каменский (1810)
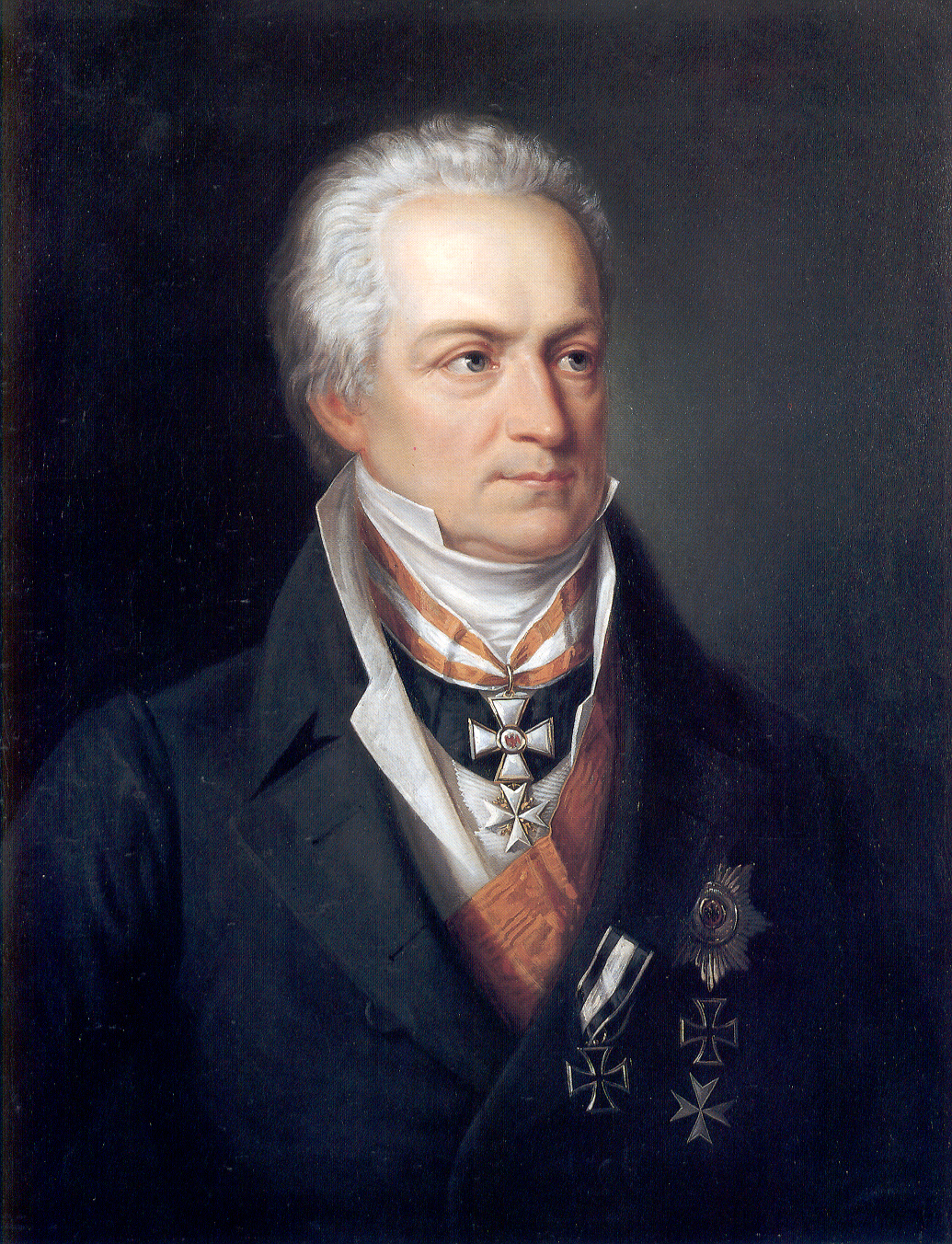
Карл Август фон Гарденберг (1822)